# Еталонд
Еталонд (фр. Etalondes) насеље је и општина у северној Француској у региону Горња Нормандија, у департману Приморска Сена која припада префектури Дјеп.
По подацима из 2011. године у општини је живело 1131 становника, а густина насељености је износила 244,28 становника/km². Општина се простире на површини од 4,63 km². Налази се на средњој надморској висини од 84 метара (максималној 99 m, а минималној 43 m).

## Демографија
| 1962. | 1968. | 1975. | 1982. | 1990. | 1999. | 2011. |
| ----- | ----- | ----- | ----- | ----- | ----- | ----- |
| 461   | 499   | 642   | 787   | 917   | 1.030 | 1.131 |

График промене броја становника у току последњих година